# Liste des joueuses du Saint-Amand Hainaut Basket
Cet article présente la liste des joueuses du club de basket-ball féminin de Saint-Amand Hainaut Basket.

## Saison 2022-2023
Entraîneur : Julien Pincemin
Entraîneur adjoint : Fabrice Pontier
| Numéro | Nom .             | Âge                | Taille | Poste         | Nationalité |
| 22     | Oderah Chidom     | 9 septembre 1995   | 1,93 m | Pivot         | Nigeria     |
| 6      | Iva Slonjšak      | 16 avril 1997      | 1,83 m | Ailière       | Croatie     |
| 78     | Hatoumata Diakité | 27 juin 2002       | 1,91 m | Pivot         | France      |
| 10     | Maud Stervinou    | 18 janvier 1993    | 1,90 m | Ailière forte | France      |
| 3      | Janee Thompson    | 6 octobre 1993     | 1,70 m | Arrière       | États-Unis  |
| 25     | Natalie Kucowski  | 10 décembre 1998   | 1,90 m | Ailière forte | États-Unis  |
| 4      | Hortense Limouzin | 1er septembre 1998 | 1,65 m | Meneuse       | France      |
| 9      | Seehia Sida Abega | 9 août 2002        | 1,88 m | Ailière       | France      |
| 19     | Pauline Lithard   | 11 février 1994    | 1,64 m | Meneuse       | France      |

## Saison 2021-2022
Entraîneur :  Philip Mestdagh puis Frédéric Daguenet
Entraîneur adjoint : Frédéric Daguenet puis Fabrice Pontier
| Numéro | Nom .                | Âge               | Taille | Poste         | Nationalité     |
|        | Amy Okonkwo          | 26 juin 1996      | 1,88 m | Ailière       | Nigeria         |
|        | Marina Ewodo         | 24 juin 1998      | 1,88 m | Ailière       | France Cameroun |
| 11     | Morgane Armant       | 22 septembre 1999 | 1,90 m |               | France          |
| 10     | Margaux Okou-Zouzouo | 18 février 1991   | 1,85 m | Ailière       | France          |
| 2      | Elin Gustavsson      | 18 janvier 1993   | 1,90 m | Ailière forte | Suède           |
| 3      | Janee Thompson       | 6 octobre 1993    | 1,70 m | Arrière       | États-Unis      |
|        | Laura Juskaite       | 22 septembre 1997 | 1,87 m | Ailière       | Lituanie        |
| 8      | Laura Évrard         | 24 septembre 2004 |        |               | France          |
| 22     | Peyton Williams      | 27 avril 1998     | 1,93 m | Pivot         | États-Unis      |
| 19     | Pauline Lithard      | 11 février 1994   | 1,64 m | Meneuse       | France          |
| 9      | Myriam Djekoundade   | 2 janvier 1998    | 1,85 m | Ailière       | France          |

Début février, Amy Okonkwo arrive en renfort au club . En début de saison, Philip Mestdagh est suppléé pour raisons de santé par son assistant
Frédéric Daguenet, puis en février 2022 il retourne en Belgique.

## Saison 2020-2021
Entraîneur :  Fabrice Fernandes
Entraîneur adjoint : Frédéric Daguenet
| Numéro | Nom                   | Âge               | Taille | Poste | Nationalité        |
| 12     | Assitan Koné          | 23 avril 1995     | 1,90 m | 4     | France             |
| 6      | Alexia Dubié          | 2 janvier 1990    | 1,72 m | 1     | France             |
|        | Shayane Poirot-Allard |                   |        |       | France             |
| 11     | Morgane Armant        | 22 septembre 1999 | 1,90 m |       | France             |
| 7      | Aminata Konaté        | 24 octobre 1990   | 1,68 m | 1     | France             |
|        | Uju Ugoka             | 24 mai 1993       | 1,85 m | 3     | Nigeria            |
| 2      | Elin Gustavsson       | 18 janvier 1993   | 1,90 m | 4     | Suède              |
|        | Jacinta Monroe        | 4 septembre 1988  | 1,96 m | 5     | États-Unis         |
| 10     | Jasmine Bailey        | 14 février 1990   | 1,76 m | 2     | États-Unis         |
|        | Matea Tavic           |                   |        |       | Bosnie-Herzégovine |
| 16     | Iva Slonjšak          | 16 avril 1997     | 1,83 m | 3     | Croatie            |
| 3      | Briana Day            | 21 mars 1995      | 1,93 m | 5     | États-Unis         |
| 19     | Pauline Lithard       | 11 février 1994   | 1,64 m | 1     | France             |
|        | Andjela Delic         |                   |        |       | Bosnie-Herzégovine |

En octobre 2020, Aminata Konaté est en renfort par le club après un début de saison par cinq défaites consécutives, puis fin novembre le groupe est rejoint par l'internationale croate Iva Slonjšak pour remplacer Matea Tavic,.
Fin décembre, le club annonce le renfort de l'intérieure américaine Briana Day et de la meneuse Pauline Lithard qui avait démarré la saison à Charnay.
Blessée, Uju Ugoka est remplacée en janvier 2021 par l'internationale suédoise Elin Gustavsson.

## Saison 2019-2020
Entraîneur :  Fabrice Fernandes
Entraîneur adjoint : Frédéric Daguenet
| Numéro | Nom               | Âge               | Taille | Poste | Nationalité                             |
| 4      | Jenny Fouasseau   | 31 décembre 1988  | 1,79 m | 2-3   | France                                  |
| 5      | Natalie Burton    | 23 mars 1989      | 1,94 m | 5     | Australie                               |
| 7      | Aaryn Ellenberg   | 19 juillet 1992   | 1,70 m | 1     | États-Unis                              |
| 8      | Kimberley Pruvost | 14 février 2002   | 1,81 m | 3     | France                                  |
| 9      | Hortense Limouzin | 1er juillet 1998  | 1,65 m | 1     | France                                  |
| 10     | Marie Mané        | 12 décembre 1995  | 1,83 m | 3     | France                                  |
| 11     | Kankou Coulibaly  | 11 avril 1990     | 1,87 m | 4     | Mali                                    |
| 12     | Assitan Koné      | 23 avril 1995     | 1,90 m | 4     | France                                  |
| 13     | Marina Solopova   | 13 février 1990   | 1,80 m | 2-3   | Lituanie                                |
| 15     | Salimata Koita    | 1er novembre 2001 | 1,85 m | 4     | France                                  |
|        | Pauline Akonga    | 9 février 1982    | 1,88 m | 5     | France République démocratique du Congo |

## Saison 2018-2019
Entraîneur :  Fabrice Fernandes
Entraîneur adjoint : François Marsaudon
| Numéro | Nom                   | Âge              | Taille | Poste | Nationalité                             |
| 4      | Jenny Fouasseau       | 31 décembre 1988 | 1,79 m | 2-3   | France                                  |
| 7      | Bintou Marizy         | 1er février 1984 | 1,67 m | 1     | France                                  |
|        | Bérengère Dinga-Mbomi | 15 février 1995  | 1,72 m | 2     | France                                  |
|        | Hortense Limouzin     | 1er juillet 1998 | 1,65 m | 1     | France                                  |
| 10     | Laura García          | 31 octobre 1981  | 1,75 m | 2-3   | Espagne                                 |
| 11     | Ashley Bruner         | 3 décembre 1991  | 1,88 m | 4     | États-Unis                              |
|        | Pauline Akonga        | 9 février 1982   | 1,88 m | 5     | France République démocratique du Congo |
| 13     | Ludivine Marie        | 12 janvier 1990  | 1,85 m | 4     | France                                  |
|        | Batabe Zempare        | 30 décembre 1994 | 1,88 m | 3     | États-Unis Ghana                        |

## Saison 2017-2018
Entraîneur :  Fabrice Fernandes
Entraîneur adjoint : François Marsaudon
| Numéro | Nom                       | Âge              | Taille | Poste | Nationalité |
| 4      | Jenny Fouasseau           | 31 décembre 1988 | 1,79 m | 2-3   | France      |
| 5      | Katarina Tetemondova      | 9 janvier 1992   | 1,89 m | 3-4   | Slovaquie   |
| 7      | Bintou Marizy             | 1er février 1984 | 1,67 m | 1     | France      |
| 8      | Élise Deprez              | 1998             | 1,70 m | 1     | France      |
| 9      | Anna Sara Ngo Ndjock      | 1999             | 1,78 m | 2     | France      |
| 10     | Laura García              | 31 octobre 1981  | 1,75 m | 2-3   | Espagne     |
| 11     | Ashley Bruner             | 1991             | 1,88 m | 4     | États-Unis  |
| 12     | Marie-Bernadette Mbuyamba | 5 janvier 1993   | 1,83 m | 4     | France      |
| 13     | Ludivine Marie            | 12 janvier 1990  | 1,85 m | 4     | France      |
| 14     | Eglė Šulčiūtė             | 31 août 1985     | 1,90 m | 4-5   | Lituanie    |
|        | Antiesha Brown            | 30 juin 1992     | 1,78 m | 2     | États-Unis  |

Venue du club de Nice désireux d'alléger sa masse salariale, Antiesha Brown rejoint le club mi-mars. Le cluub de classe neuvième de la saison régulière et accroche son maintien en play-down.

## Saison 2015-2016
Entraîneur :  Fabrice Fernandes
Entraîneur adjoint :
| Numéro | Nom                   | Âge               | Taille | Poste | Nationalité        |
|        | Joyce Cousseins-Smith | 31 décembre 1988  | 1,68 m | 1     | France             |
| 5      | Carla Blatrie         | 8 février 1996    | 1,75 m | 2     | France             |
| 5      | Ophélie Bonneau       | 16 janvier 1996   | 1,80 m | 3     | France             |
|        | Claire Stievenard     | 15 septembre 1993 | 1,83 m | 3     | France             |
|        | Romana Hejdová        | 9 mai 1988        | 1,84 m | 3     | République tchèque |
|        | Porsha Roberts        | 26 février 1993   | 1,88 m | 4-5   | États-Unis         |
|        | Laura García          | 31 octobre 1981   | 1,75 m | 2-3   | Espagne            |
|        | Shanece McKinney      | 25 août 1992      | 1,93 m | 5     | États-Unis         |
|        | Mélissa Micaletto     | 12 janvier 1990   | 1,65 m | 1     | France             |
|        | Johanna Joseph        | 21 janvier 1992   | 1,87 m | 4     | France             |

## Saison 2014-2015
Entraîneur :  Jimmy Ploegaerts puis Fabrice Fernandes
Entraîneur adjoint : Fabrice Fernandes
| Numéro | Nom              | Âge              | Taille | Poste | Nationalité                      |
| 4      | Florine Basque   | 17 décembre 1992 | 1,83 m | 3     | France                           |
| 5      | Carla Blatrie    | 8 février 1996   | 1,75 m | 2     | France                           |
| 6      | Carine Paul      | 11 juillet 1988  | 1,76 m | 3     | France                           |
| 7      | Astou Traoré     | 30 avril 1981    | 1,82 m | 4     | Sénégal                          |
| 9      | Oumou Touré      | 18 février 1988  | 1,90 m | 4-5   | France Sénégal                   |
| 10     | Laura García     | 31 octobre 1981  | 1,75 m | 2-3   | Espagne                          |
|        | Kateřina Zohnová | 7 novembre 1984  | 1,78 m | 2-3   | République tchèque               |
| 11     | Adja Konteh      | 5 mars 1992      | 1,78 m | 2     | France                           |
| 14     | Pauline Akonga   | 9 février 1982   | 1,88 m | 4-5   | République démocratique du Congo |
| 15     | Rita Rasheed     | 5 août 1989      | 1,82 m | 3     | Hongrie                          |
|        | Shona Thorburn   | 7 août 1982      | 1,85 m | 1-2   | Canada Royaume-Uni               |
|        | Antonia Delaere  | 1er août 1994    | 1,81 m | 2     | Belgique                         |

Jimmy Ploegaerts est démis de ses fonctions après 13 défaites en 15 rencontres et remplacé par son assistant.

## Saison 2013-2014
Entraîneur :  Jimmy Ploegaerts
Entraîneur adjoint : Fabrice Fernandes
| Numéro | Nom              | Âge              | Taille | Poste | Nationalité                      |
| 4      | Florine Basque   | 17 décembre 1992 | 1,83m  | 3     | France                           |
| 6      | Carine Paul      | 11 juillet 1988  | 1,76m  | 3     | France                           |
| 8      | Astou Traoré     | 30 avril 1981    | 1,82m  | 4     | Sénégal                          |
| 10     | Laura García     | 31 octobre 1981  | 1,75m  | 2-3   | Espagne                          |
| 11     | Adja Konteh      | 5 mars 1992      | 1,78m  | 2     | France                           |
|        | Émilie Gomis     | 18 octobre 1983  | 1,80m  | 2-3   | France                           |
| 12     | Amanda Jackson   | 11 juillet 1988  | 1,80m  | 3     | États-Unis Arménie               |
| 13     | Martine Barba    | 19 janvier 1992  | 1,85m  | 3-4   | France                           |
| 14     | Pauline Akonga   | 9 février 1982   | 1,88m  | 4-5   | République démocratique du Congo |
| 15     | Charlotte Preiss | 30 janvier 1987  | 1,95m  | 5     | France                           |

Relégué en Ligue 2, le club nomme entraîneur l'ancien assistant de Corinne Benintendi. Il recrute Charlotte Preiss, Martine Barba, Astou Traoré, Florine Basque et conserve Laura García. Il est finalement repêche en LFB. Le club finit à la neuvième place de la saison régulière.

## Effectif 2012-2013
Entraîneur :  Corinne Benintendi
Entraîneur adjoint : Jimmy Ploegaerts
| Numéro | Nom                      | Âge              | Taille | Poste | Nationalité        |
| 4      | Laura García             | 31 octobre 1981  | 1,75m  | 2-3   | Espagne            |
| 5      | Romina Ciappina          | 15 janvier 1988  | 1,75m  | 3     | France             |
|        | Amanda Jackson           | 1er juin 1985    | 1,75m  | 2     | États-Unis Arménie |
|        | Izabela Piekarska        | 8 juin 1985      | 1,96m  | 5     | Pologne            |
| 6      | Carine Paul              | 11 juillet 1988  | 1,76m  | 3     | France             |
|        | Clémence Beikes          | 19 octobre 1983  | 1,79m  | 1-3   | France             |
| 9      | Émilie Petiteau-Silbande | 15 mai 1981      | 1,78m  | 2     | France             |
| 10     | Ashley Houts             | 31 décembre 1987 | 1,68m  | 1     | États-Unis         |
| 11     | Marie-Frédérique Ayissi  | 11 janvier 1982  | 1,84m  | 3-4   | France             |
| 12     | Stefanie Murphy          | 5 avril 1989     | 1,93m  | 4-5   | États-Unis         |
| 12     | Ify Ibekwe               | 5 octobre 1989   | 1,88m  | 4     | États-Unis Nigeria |
| 14     | Vera Perostiyska         | 25 mai 1982      | 1,96m  | 5     | Bulgarie           |
| 14     | Petra Štampalija         | 23 août 1980     | 1,89m  | 4-5   | Croatie            |

Le club finit en quatorzième position de la saison régulière avec 6 victoires et 20 défaites.

## Effectif 2011-2012
Entraîneur :  Corinne Benintendi
Entraîneur adjoint :
| Numéro | Nom                      | Âge              | Taille | Poste | Nationalité |
| 4      | Amisha Carter            | 21 juin 1982     | 1,88m  | 4-5   | États-Unis  |
| 6      | Carine Paul              | 11 juillet 1988  | 1,76m  | 3     | France      |
| 5      | Tracy Albicy             | 12 mai 1992      | 1,57m  | 1     | France      |
| 8      | Clémence Beikes          | 19 octobre 1983  | 1,79m  | 1-3   | France      |
| 9      | Émilie Petiteau-Silbande | 15 mai 1981      | 1,78m  | 2     | France      |
| 10     | Ashley Houts             | 31 décembre 1987 | 1,68m  | 1     | États-Unis  |
| 11     | Marie-Frédérique Ayissi  | 11 janvier 1982  | 1,84m  | 3-4   | France      |
| 13     | Marina Solopova          | 13 février 1990  | 1,80m  | 2-3   | Lituanie    |
| ?      | Radoslava Bachvarova     | 19 janvier 1987  | 1,83m  | 2     | Bulgarie    |
| 14     | Petra Štampalija         | 5 avril 1989     | 1,89m  | 4     | Croatie     |
| ?      | Magali Clerc             | 22 janvier 1980  | 1,86m  | 4     | France      |

## Effectif 2010-2011
Entraîneur :  Corinne Bénintendi
Entraîneur adjoint : Jimmy Ploegaerts
| Numéro | Nom                      | Âge               | Taille | Poste | Nationalité          |
| 4      | Amanda Jackson           | 1er juin 1985     | 1,75m  | 2-3   | États-Unis Arménie   |
| 4      | Steffi Sorensen          | 29 mars 1988      | 1,78m  | 3     | États-Unis Allemagne |
| 6      | Émilie Duvivier          | 5 février 1984    | 1,68m  | 1     | France               |
| 8      | Clémence Beikes          | 19 octobre 1983   | 1,79m  | 2-1   | France               |
| 9      | Émilie Petiteau-Silbande | 15 mai 1981       | 1,78m  | 2     | France               |
| 10     | Noémie Lemaire           | 21 mars 1987      | 1,80m  | 3     | France               |
| 11     | Céline Girard            | 11 septembre 1990 | 1,86m  | 4     | France               |
| 12     | Lætitia Kamba            | 10 janvier 1987   | 1,87m  | 4     | France               |
| 13     | Jazz Covington           | 13 mai 1985       | 1,83m  | 4     | États-Unis           |
| 13     | Lindsay Wisdom-Hylton    | 26 mai 1988       | 1,87m  | 4     | États-Unis           |
| 14     | Elsa Martins             | 4 avril 1990      | 1,87m  | 4     | France               |
| 15     | Alison Bales             | 4 avril 1985      | 2,01m  | 5     | États-Unis           |

## Effectif 2009-2010
Entraîneur :  Corinne Bénintendi
Entraîneur adjoint :
| Numéro | Nom                   | Âge               | Taille | Poste | Nationalité    |
| 7      | Dasa Krasnockova      | 21 janvier 1985   | 1,83m  | 2     | Slovaquie      |
| 10     | Noémie Lemaire        | 21 mars 1987      | 1,80m  |       | France         |
| 11     | Janeka Lopp           | 11 octobre 1979   | 1,83m  |       | États-Unis     |
| 15     | Karolina Piotrliewicz | 29 août 1984      | 1,92m  | 5     | Pologne France |
| 6      | Émilie Duvivier       | 5 février 1984    | 1,68m  | 1     | France         |
| 8      | Clémence Beikes       | 19 octobre 1983   | 1,79m  | 2-1   | France         |
| 12     | Lætitia Kamba         | 10 janvier 1987   | 1,87m  | 4     | France         |
| 14     | Céline Girard         | 11 septembre 1990 | 1,86m  | 4     | France         |

## Effectif 2008-2009[32]
- Vedrana Grgin-Fonseca
- Kathy Wambé
- Clémence Beikes
- Bernadette Ngoyisa
- Chioma Nnamaka
- Bintou Dieme
- Sabrina Palie
- Sabrina Reghaïssia
- Tiffany Stansbury
- Mélanie Plust
- Lætitia Kamba